# Oorlogsschipvisje
Het Oorlogsschipvisje (Nomeus gronovii) is een klein, sterk visje uit de familie Nomeidae (Kwallenvissen). Het geslacht van deze vis, Nomeus, is monotypisch.

## Kenmerken

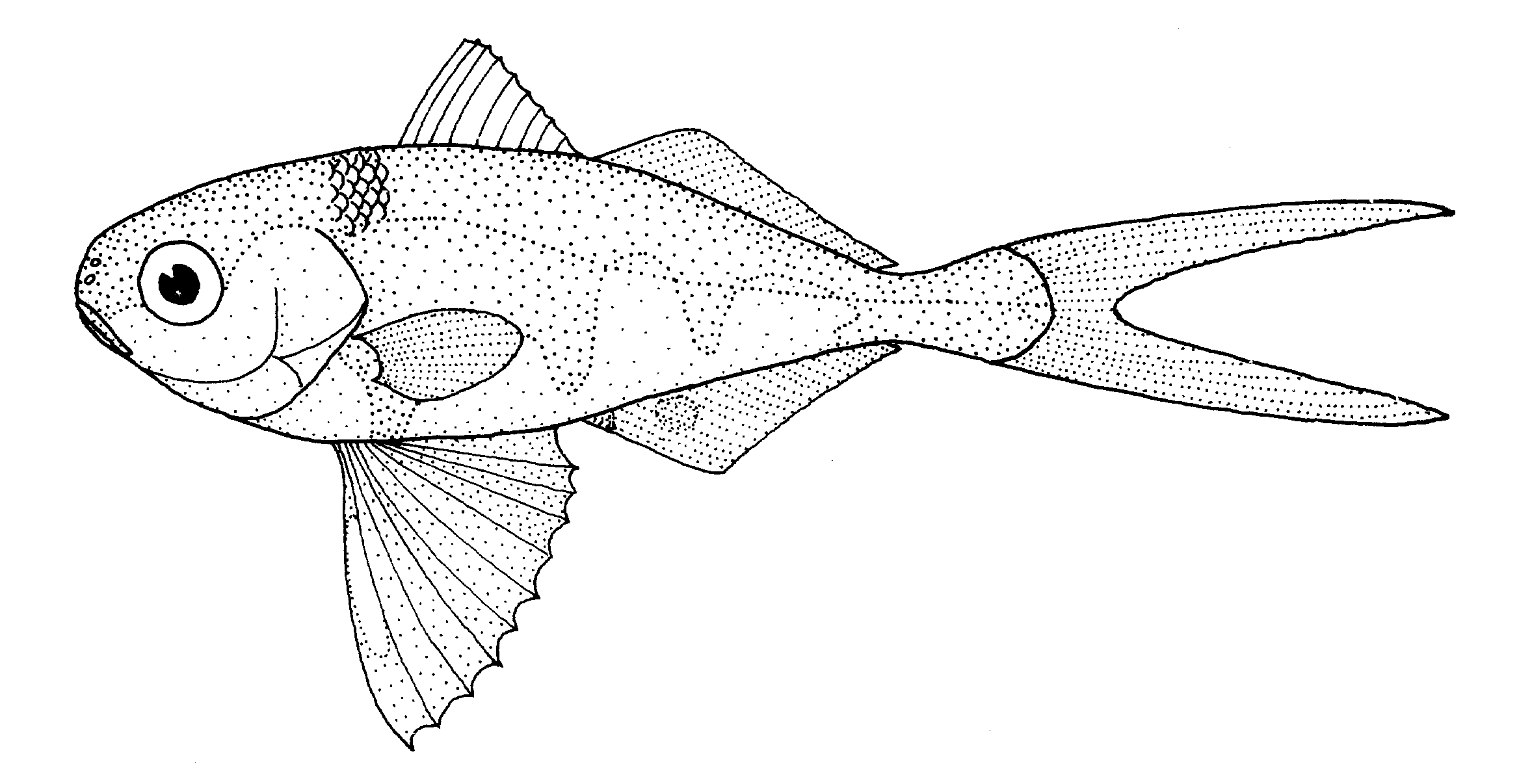
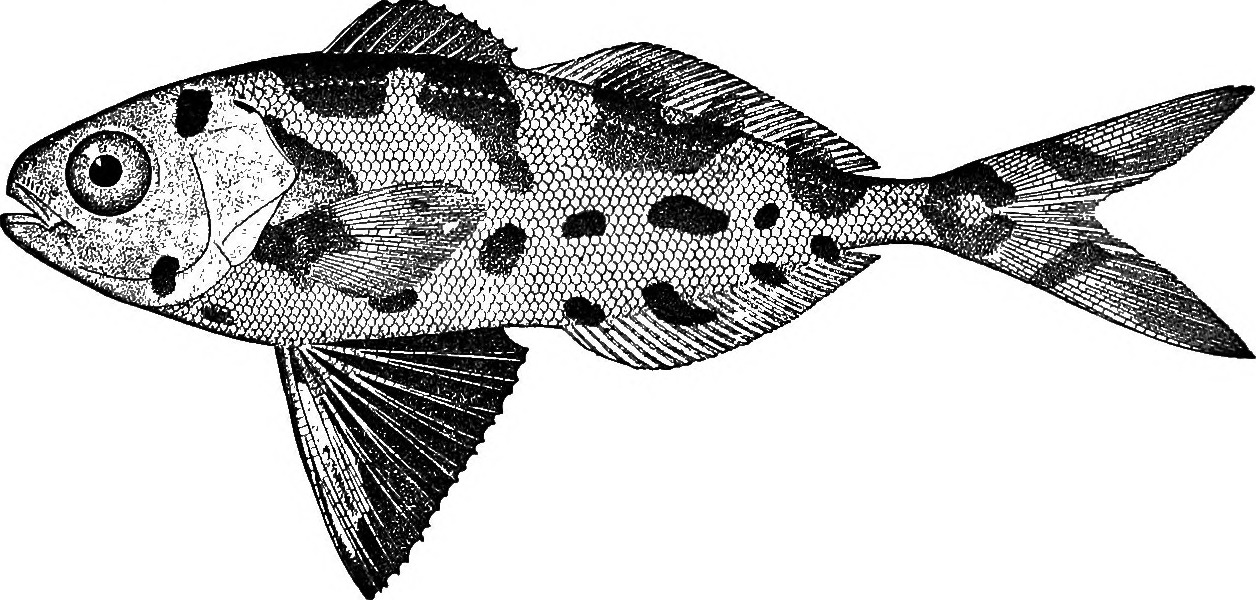

Dit tot 25 cm lange, blauwgrijze visje bevat zwarte vlekken op zijn gehele lichaam, inclusief de staart en de vinnen.

## Leefwijze
Dit parasitaire visje leeft in zijn jeugd tussen de tentakels van het Portugees Oorlogsschip, een voor vissen levensgevaarlijke kwal. Als vissen tussen de tentakels van deze kwal komen worden ze vergiftigd en verteerd. Hij is overigens zelf ook niet geheel immuun voor het netelgif. Het Oorlogsschipvisje leeft van de restjes vis die tussen de tentakels blijven hangen en eten zelfs van de tentakels. Als ze volwassen zijn, verlaten ze de kwal om in dieper water te gaan leven.

## Verspreiding en leefgebied
Deze soort komt wereldwijd voor in tropische zeeën.